# 宇宙センター
宇宙センター（うちゅうセンター、英語: space center）とは、宇宙に関する活動に従事する施設の総称。
宇宙に関する活動には以下の活動が含まれる
- 宇宙飛行や宇宙科学に関する研究・開発
- 宇宙機の主要部品の製造及び組み立て
- 宇宙機の打ち上げ（射場）
- 軌道上の宇宙機の運用管制（ミッションコントロールセンター・地上局）

## 各国の宇宙センター

### アメリカ合衆国

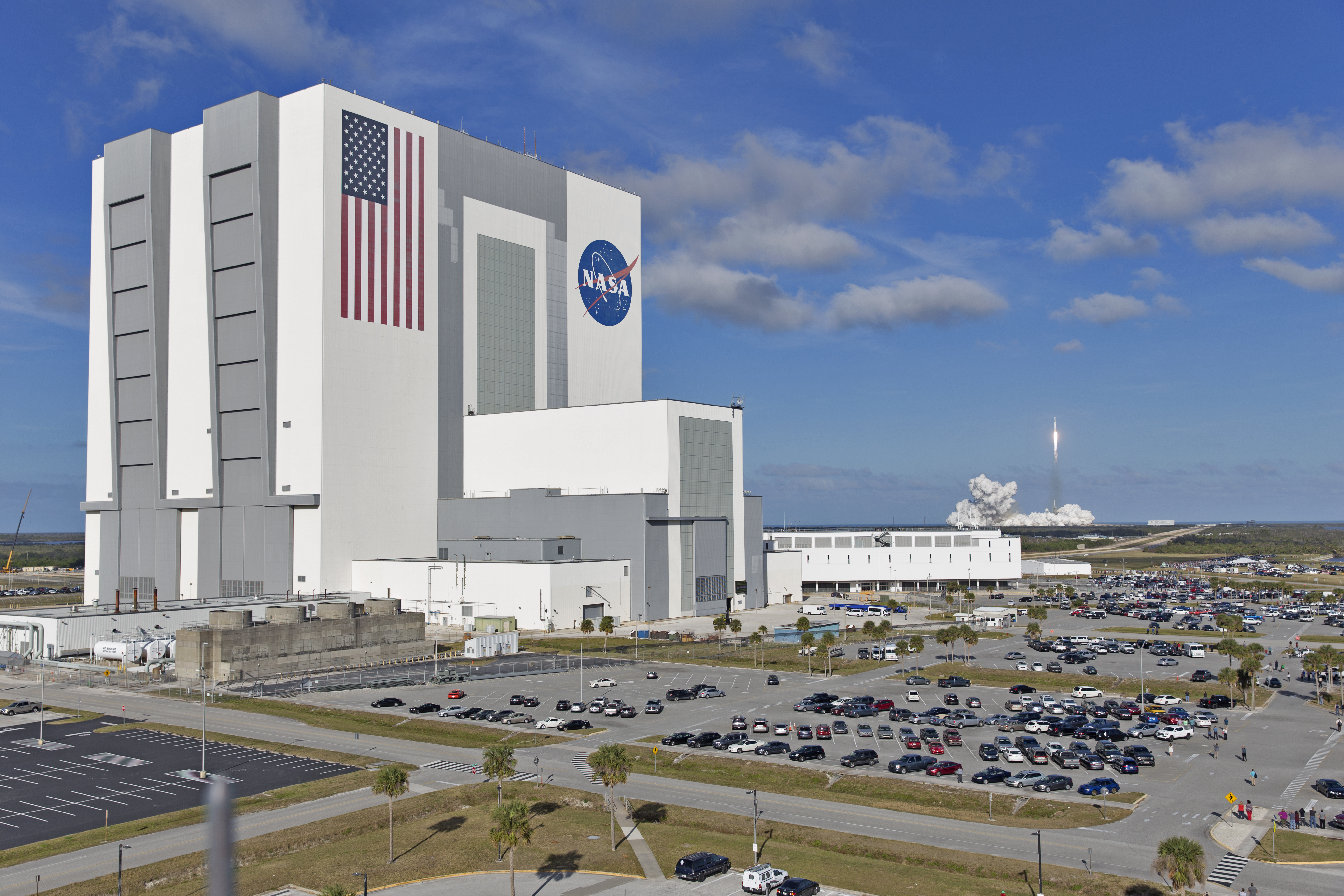
ケネディ宇宙センター

- ケネディ宇宙センター（フロリダ州ケープカナベラル）：射場施設
- ゴダード宇宙飛行センター（メリーランド州グリーンベルト）：研究施設
- ジョンソン宇宙センター（テキサス州ヒューストン）：運用管制・飛行士訓練施設
- ジョン・C・ステニス宇宙センター（ミシシッピ州ハンコック郡）：試験施設
- マーシャル宇宙飛行センター（アラバマ州ハンツビル）：研究施設

### イタリア
- ブログリオ宇宙センター（ケニア沖）：元射場

### インド

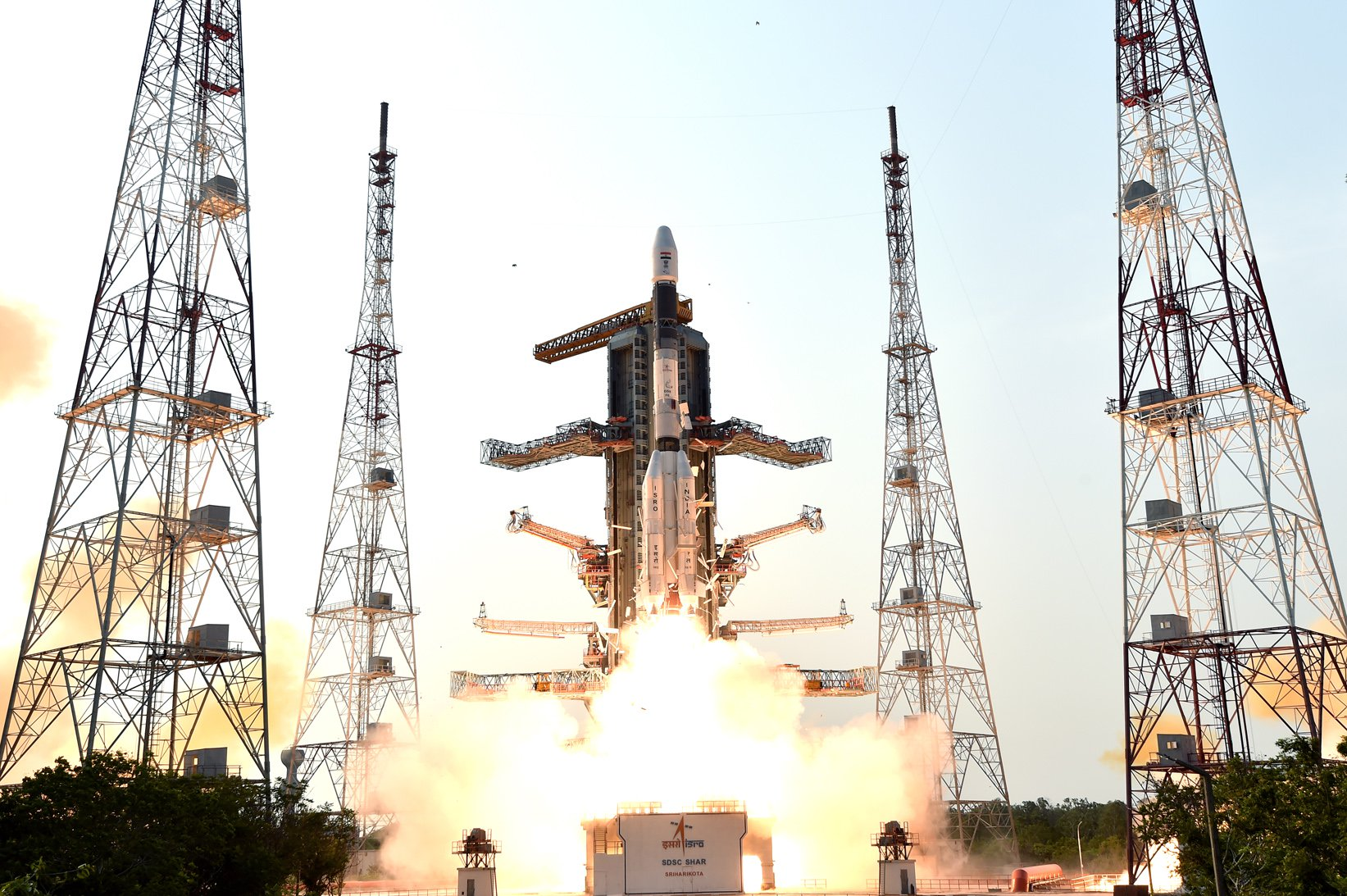
サティシュ・ダワン宇宙センター

- 宇宙応用センター（英語版）（グジャラート州アフマダーバード）：研究施設
- サティシュ・ダワン宇宙センター（アーンドラ・プラデーシュ州シュリーハリコータ）：射場施設
- ヴィクラム・サラバイ宇宙センター（英語版）（ケーララ州ティルヴァナンタプラム）：研究施設

### オランダ
- 欧州宇宙技術研究センター（南ホラント州ノールトウェイク）：研究施設

### カナダ
- ジョン・H・チャップマン宇宙センター（英語版）（ケベック州ロンゲール）：カナダ宇宙庁本部

### 韓国
- 羅老宇宙センター（全羅南道高興郡）：射場施設

### ドイツ

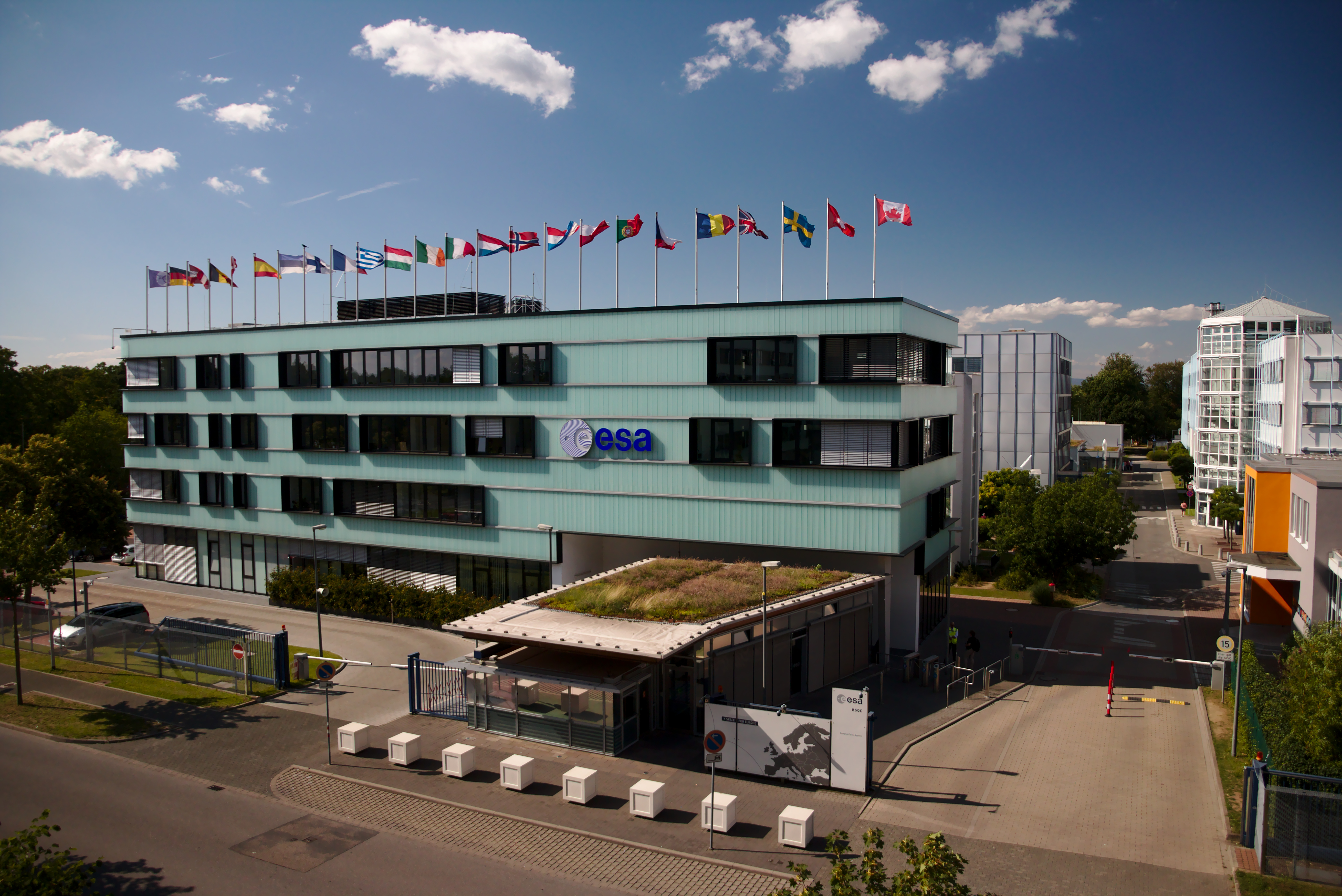
欧州宇宙運用センター

- 欧州宇宙運用センター（ヘッセン州ダルムシュタット）：運用管制施設
- 欧州宇宙飛行士センター（英語版）（ノルトライン＝ヴェストファーレン州ケルン）：飛行士訓練施設
- Hubble European Space Agency Information Centre（バイエルン州ミュンヘン）：研究施設

### 日本

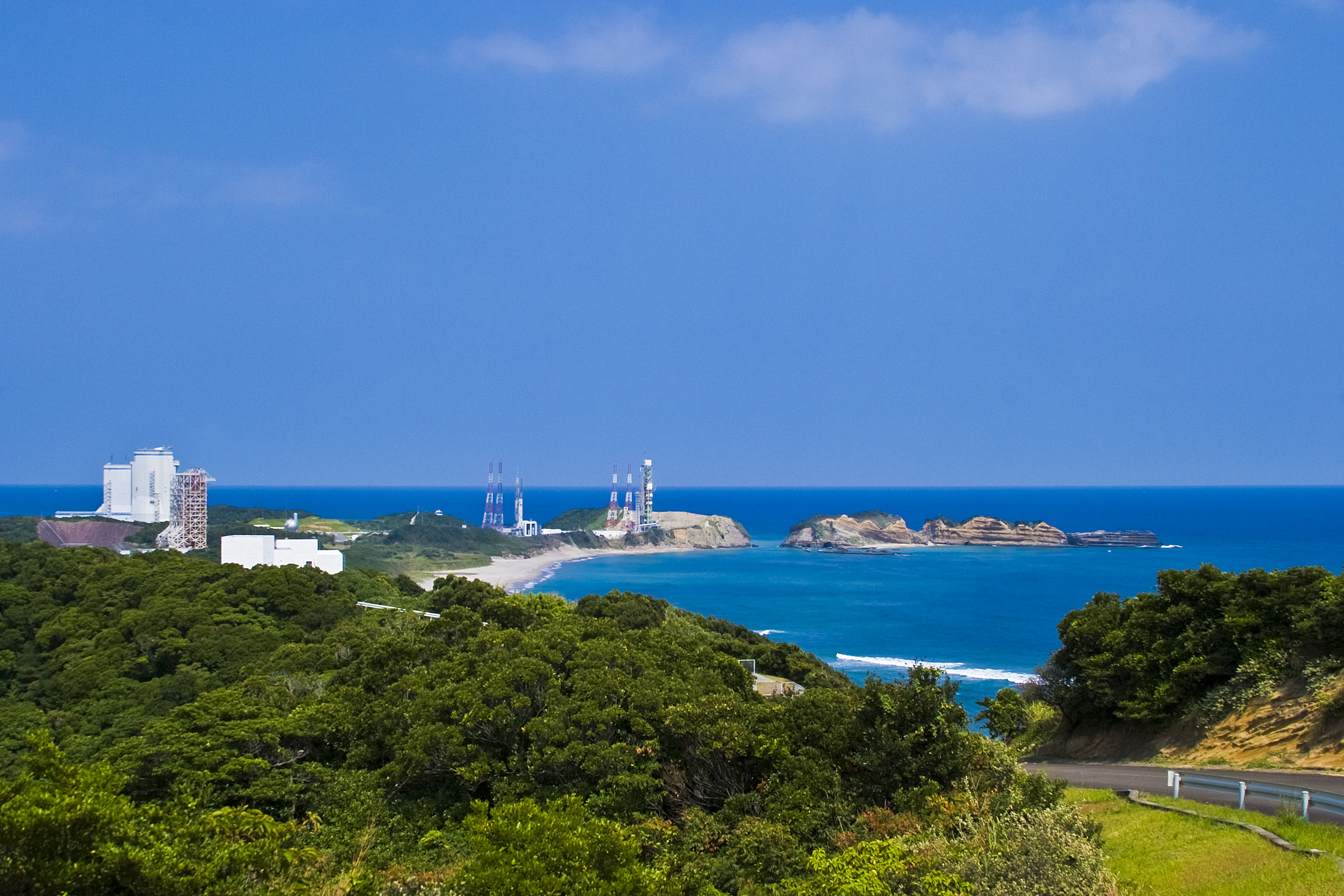
種子島宇宙センター

- 臼田宇宙空間観測所（長野県佐久市臼田）：通信施設
- 内之浦宇宙空間観測所（鹿児島県肝属郡肝付町）：射場施設
- 角田宇宙センター（宮城県角田市）：研究施設
- 種子島宇宙センター（鹿児島県種子島）：射場施設
- 調布航空宇宙センター（東京都調布市）：研究・試験施設
- 筑波宇宙センター（茨城県つくば市）：運用管制・飛行士訓練施設

### ノルウェー
- アンドーヤ宇宙センター（ヌールラン県アンドーヤ島）：射場施設

### パキスタン
- ソンミアニ（英語版）（バローチスターン州ソンミアニ）：射場施設
- ティラ衛星発射センター（英語版）（パンジャーブ州ジェーラム地区）：射場施設

### フランス

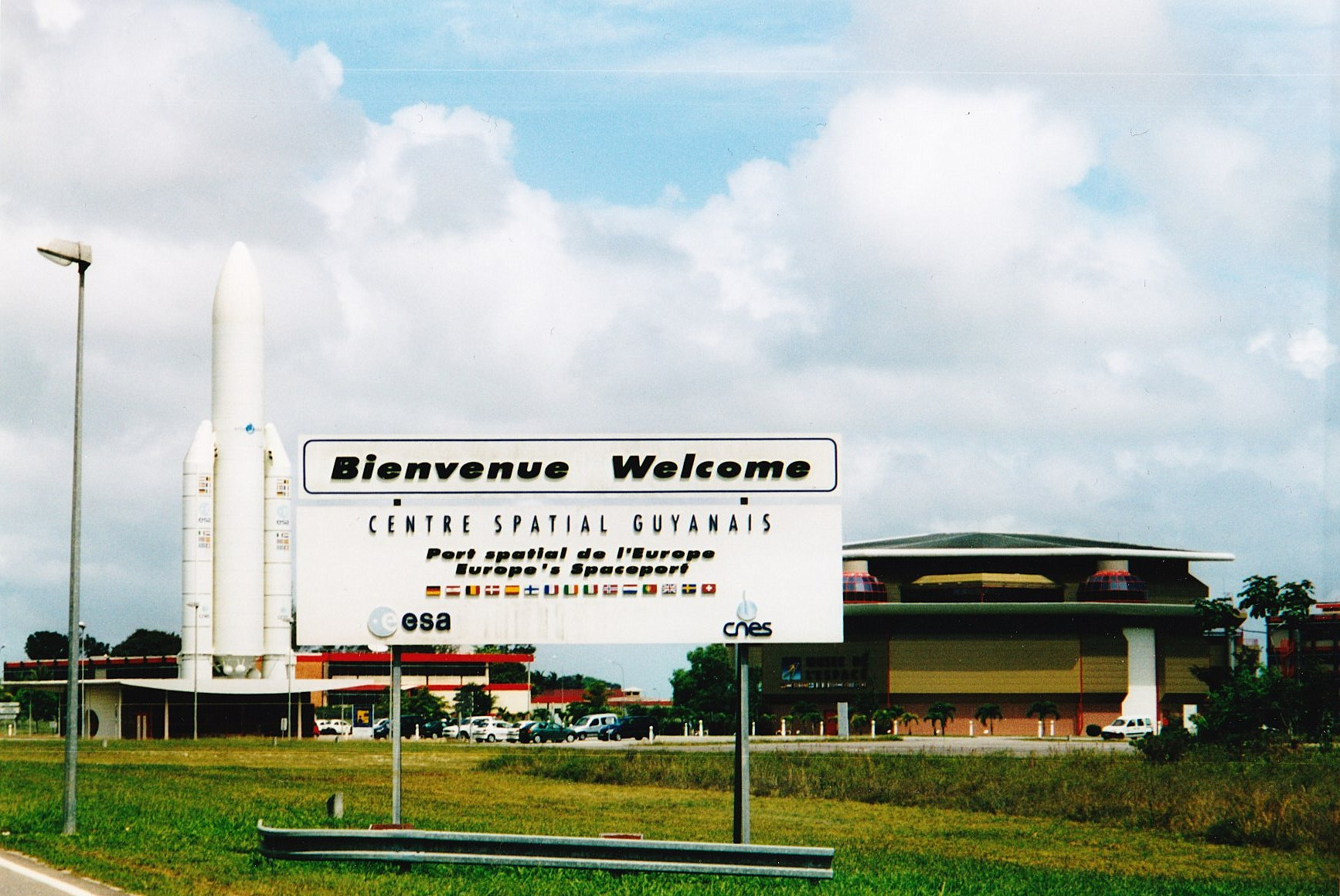
ギアナ宇宙センター

- トゥールーズ宇宙センター（フランス語版）（オート＝ガロンヌ県トゥールーズ）：研究施設
- ギアナ宇宙センター（フランス領ギアナ クールー）：射場施設
- カンヌ・マンドリュー宇宙センター（アルプ＝マリティーム県カンヌおよびマンドリュー＝ラ＝ナプール）：製造施設

### ベルギー
- リエージュ宇宙センター（英語版）（ワロン地域リエージュ）：研究施設

### ロシア

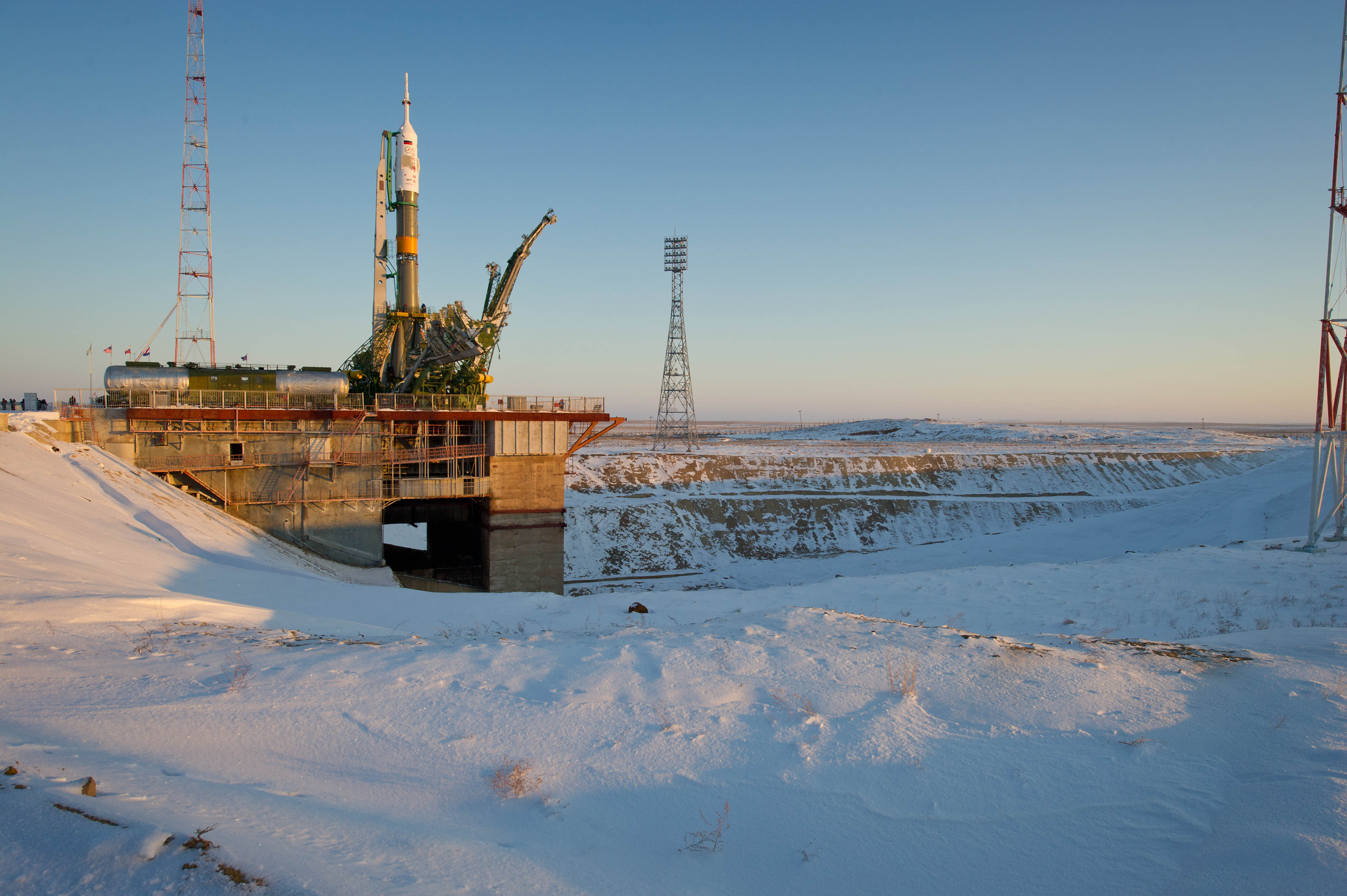
バイコヌール宇宙基地

- チトフ記念総合宇宙試験管制センター（ロシア語版）（モスクワ州クラスノズナメンスク）：運用管制施設
- バイコヌール宇宙基地（カザフスタン共和国クズロルダ州チュラタム）：射場施設
- ババキン宇宙センター（英語版）（モスクワ州ヒムキ）：研究施設